# Mycetophila subscutellaris
Mycetophila subscutellaris är en tvåvingeart som först beskrevs av Lindner 1958.  Mycetophila subscutellaris ingår i släktet Mycetophila och familjen svampmyggor.
Artens utbredningsområde är Tanzania. Inga underarter finns listade i Catalogue of Life.